# 嘎美乡
嘎美乡，是中华人民共和国西藏自治区那曲市索县下辖的一个乡镇级行政单位。

## 行政区划
嘎美乡下辖以下地区：
旁嘎村、丘门村、贡达塘村、达萨卡村、普热卡村、热庆囊村、克杂达村、龙通达村、苏炯村、美龙囊村、尼朵塘村、普贡塘村、那那达村、朵崩库村、秀索卡村、童摸囊村、弯入达村和隆姆库村。